# Ľudovít Olšovský
Ľudovít Olšovský [olšouský] (10. srpna 1941
– 25. června 2019) byl slovenský fotbalový obránce a trenér. Žil v Trnavě, kde je také pohřben.

## Hráčská kariéra
V československé lize hrál za Spartak Trnava, aniž by skóroval (09.08.1964–06.12.1964). Za trnavský Spartak nastupoval i ve II. lize. Ve druhé nejvyšší soutěži hrál také za Partizán Banská Bystrica (základní vojenská služba) a Strojárne Martin.
V sezoně 1960/61 byl v kádru C-mužstva Slovanu Bratislava.

### Prvoligová bilance
| Ročník             | Zápasy | Góly | Minuty | Klub              |
| ------------------ | ------ | ---- | ------ | ----------------- |
| I. liga 1964/65    | 11     | 0    | 990    | TJ Spartak Trnava |
| CELKEM I. ČS. LIGA | 11     | 0    | 990    |                   |

## Trenérská kariéra
Po skončení hráčské kariéry se stal trenérem. Působil mj. v Iskře Horné Orešany a Družstevníku Špačince.